# 佟瑶
佟瑶（1982年—2015年8月19日），四川卫视主持人，主持节目《新闻连连看》、《午间报道》、《晚间新闻》、经济频道《经济新闻》，2015年8月19日，赴浙江参加《创新创业——返乡创业一线调查》进行新闻采访，当晚参加一个酒会，赶往临平的路上，因为内急在上高速路口时停靠下来方便，意外跌入河中溺亡。